# آخرین غلام
آخرین غلام (به هندی: Aakhri Ghulam) فیلمی هندی محصول سال ۱۹۸۹ و به کارگردانی شیبو میترا است. در این فیلم بازیگرانی همچون میتون چاکرابورتی، سونام، موشومی چاترجی، راج بابار، راضا مراد، رانجیت، شاکتی کاپور، انوپم کهیر، سعید جعفری و آنو کاپور ایفای نقش کرده‌اند.